# Baltazar Mathias Keilhau
Baltazar Mathias Keilhau (Gjøvik, 2 novembre 1797 – Oslo, 1º gennaio 1858) è stato un geologo ed esploratore norvegese.
È ritenuto il fondatore della disciplina della geologia in Norvegia ed è anche ritenuto il primo ad aver scoperto la catena montuosa dello Jotunheimen.

## Biografia

### I primi anni
Keilhau nacque a Gjøvik dal pastore protestante Johan David Bertram Keilhau e da sua moglie, Johanne Marie Bodom. Nel 1830 egli sposò Christine Kemp. Sua moglie era stata fidanzata col matematico Nils Henrik Abel, amico dello stesso Keilhau, ma quando Abel morì di tubercolosi nel 1829, Keilhau dapprima si occupò della ragazza cercando di consolarla e poi le propose di sposarla.

### La carriera

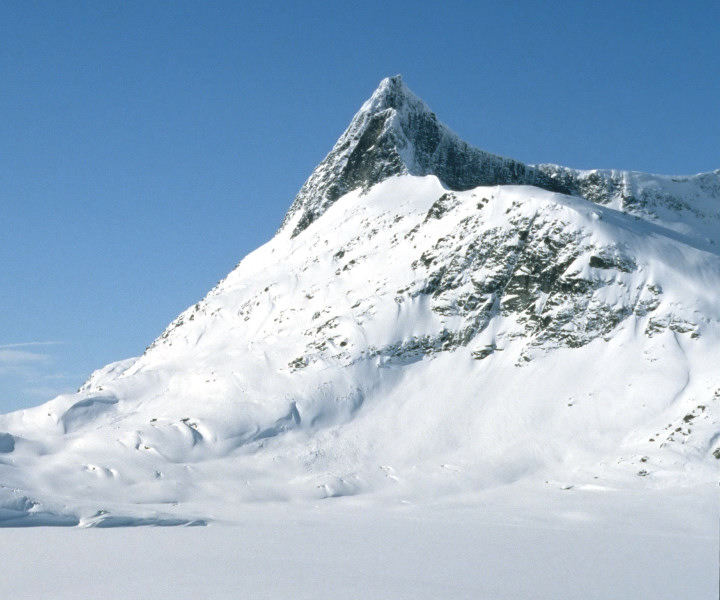
Il Falketind venne scalato per la prima volta nel 1820 da Keilhau, Christian Peder Bianco Boeck e Ole Urdi

Keilhau è ritenuto ancora oggi il fondatore della disciplina della geologia in Norvegia. Dopo la laurea alla Scuola Cattedrale di Cristiania nel 1816, nel 1821 si specializzò in tecniche dell'industria mineraria, il primo dell'Universita di Cristiania, avendo modo di mettere in pratica le teorie studiate presso i giacimenti di Kongsberg. Successivamente studiò mineralogia a Berlino, e geologia in Sassonia.
Keilhau fece la propria prima ascesa escursionistica al monte Falketind nel 1820 assieme a due altri scalatori. Venne successivamente accreditato come lo "scopritore" della catena montuosa dello Jotunheimen. Il monte Keilhaus prende il nome da lui. L'ascesa del 1820, che compì assieme ad un proprio studente, Christian Boeck, venne documentata in un articolo giornalistico dal titolo "Nogle efterretninger om et hidtil ubekendt stykke af det söndenfjeldske Norge".
Nel 1826 ottenne il ruolo di assistente all'Università di Cristiania. Nel 1827 prese parte ad una spedizione all'isola di Bjørnøya ed alle Svalbard. Alle Svalbard, il monte Keilhaufjellet ed il ghiacciaio di Mathiasbreen prende il nome da lui.
Venne nominato professore dal 1834. Tra le sue pubblicazioni spicca l'opera in tre volumi dal titolo Gaea Norvegica (1838–1850). Il primo volume edito nel 1838 descrive la regione geologica di Oslo, il secondo del 1844 si dedica alla Norvegia settentrionale, mentre il terzo volume del 1850 è interamente dedicato alla Norvegia meridionale. Questo lavoro è la prima opera completa a livello geologico che comprenda l'intera Norvegia.
Per i suoi meriti scientifici ottenne la decorazione di cavaliere dell'Ordine di Vasa, dell'Ordine della Stella Polare e dell'Ordine reale norvegese di Sant'Olav.
Keilhau morì a Christiania nel 1858.